# 케르베루스 작전
케르베루스 작전(독일어: Unternehmen Cerberus)은 1942년 2월 12일에 프랑스 주둔 독일 해군 소속 수상함대가 라로셀의 해군 기지를 떠나 노르웨이로 철수한 작전이다. 이 작전은 도버 해협을 야밤을 이용해 강행 돌파하여 영국군의 의표를 찔러 성공했다.

## 배경
영국 본토항공전 (Battle of Britain)이 종료되고 비스마르크 호가 침몰한 이후 독일 해군의 대서양 작전은 유보트 잠수함대에 의한 호송선단 공격 작전에 치중되었다. 막강한 영국 해군의 위세에 눌려 독일 해군 수상함대는 거의 아무런 역할을 못하고 프랑스의 브레스트 항구에 틀어박혀 있는 상태였다. 틸피츠 호를 제외한 나머지 주요 함정인 순양전함 샤른호르스트 호, 그나이제나우 호, 프린츠 오이겐 호인데, 아돌프 히틀러가 이들 3척을 노르웨이 방어 강화를 목적으로 철수시키라고 에리히 레더 독일 해군 총사령관에게 지시한 것이 이 작전이 시작된 계기였다.
흔히 'BoB'로 약칭되는 본토항공전 종료 후 영국 공군은 프랑스로 넘어와 독일의 점령지 및 독일 본토를 공격하고 있었다. 특히 브레스트 항에 정박 중인 위의 3척의 함정은 공격 1순위였다. 하루에도 몇 번씩 계속되는 공격에 3척의 함정은 어떤 역할도 할 수 없었다. 실제로 단지 수리를 위해 다른 항구로 이동하려던 샤른호르스트가 출항 후 얼마 안되어 영국 공군에 발각되어 일방적으로 두들겨 맞는 바람에 브레스트로 회항하지 않을 수 없었고 샤른호르스트와 프린츠 오이겐은 침몰은 면했지만 몇 달씩 수리가 필요한 상처를 입었던 것이다. 또 안그래도 부족한 지상군 전력을 북아프리카에 쏟아붓고 있던 영국은 본격적인 상륙전을 전개할 전력을 아직 갖추지 못한 상태라 특수부대인 코만도를 활용하여 노르웨이 주둔 독일군을 집중적으로 괴롭히고 있던 중이었다. 이런 저런 이유로 히틀러가 가서 노르웨이나 지키라고 해군을 닥달한 것이다.
결국 독일 해군은 영국군이 집중 감시하던 도버 해협을 강행 돌파하여 노르웨이로 탈출한다는 계획을 세우고, 프랑스 주둔 독일 공군이 전폭적으로 지원하기로 하였다. 작전 실행일은 1942년 2월 12일로 결정되었다. 이때가 도버해협을 흐르는 멕시코 만류가 북쪽으로 가장 빠른 날이었던 것이다.
영국군도 이 3척의 군함이 탈출하리라는 예상은 하고 있었다. 그러나 영국군은 이 3척의 군함이 도버 해협을 강행 탈출할 것으로는 생각하지 못했다. 폭이 40km도 채안되는 영국 해군의 안마당을 강행 돌파할 것이라는 생각하지 못한 것이다. 그러나 그들도 준비가 없던 것은 아니었다.

## 경과
- 2월 - 독일 공군의 BF-109 및 FW-190 전투기 250여대와 야간전 전투기 BF-110 30여대가 해군을 지원하기 위해 도버 해협으로 집결.
- 2월 11일 21시 경 - 출발 직전 영국 공군이 브레스트 항 공습. 이 공습편대가 3척의 군함이 항구에 있는 정박 중임을 확인
- 2월 11일 2300시 - 샤른호르스트, 그나이제나우, 프린츠 오이겐 브레스트 항 출발. 서쪽으로 항진하다가 브레스트 서방 40km 지점의 위상 섬 근해에서 북쪽으로 방향 전환
- 2월 12일 0500시 - 셀부르의 독일 해군 어뢰정대가 함대 호위를 위해 출발
- 2월 12일 1000시 - 영국군, 이상 조짐 발견. 프랑스쪽 해안에 독일 공군기 수백대가 비행중임이 발견되었으나 도버 해협을 건너올 조짐이 없는 것.
- 2월 12일 1015시 - 영국 공군의 한 전투기 조종사가 "대형 함정 10여 척이 셀부르를 지나 북쪽으로 이동 중"이라는 보고를 타전. 맨스턴 기지에서 대기 중이던 페어리 소드피시 복엽기로 구성된 뇌격기 편대(지휘관 : 유진 에드먼드 소령)가 출동했으나 전멸.
- 2월 12일 1430시 - 샤른호르스트 호, 기뢰에 피침.
- 2월 12일 2000시 - 그나이제나우 호, 기뢰에 피침
- 2월 12일 2130시 - 샤른호르스트 호, 2차 기뢰 피침. 배가 기울여 다시 균형을 잡기 위해 1000톤의 바닷물을 끌어들임.
- 2월 12일 심야 - 그나이제나우 호, 프린츠 오이겐 호, 독일의 브룬스뷔델 항구에 도착
- 2월 13일 아침 - 샤른호르스트 호, 빌헬름스하펜에 도착

이 시각 영국군의 대응은 기민한 편이 못되었다. 급한 김에 호위기도 없이 출격한 에드먼드 소령의 편대는 대기 중이던 독일 공군의 Me-110 편대와 대공포화에 전멸했고, 2차로 출격한 보포트 뇌격기 편대도 겨우 1발의 어뢰를 투하하는 데 성공했을 뿐이며, 이런 상황에 대비하고 있던 폭격기 편대들은 3척의 함대를 아예 발견조차 하지 못했던 것이다. 영국의 막강한 대서양 함대는 북해와 브리튼 섬의 서쪽 대서양, 그리고 지중해에 배치되어 있었고, 정작 도버 해협에는 별다른 수상함대가 배치되어 있지 않았다. 영국 본토함대의 본거지인 스캐퍼플로우에서 도버 해협까지는 너무 멀었다.

## 평가
켈베로스 작전의 명분은 노르웨이의 해상 방어를 강화한다는 것이었다. 노르웨이는 스웨덴의 철광석을 독일로 수송하는 데 아주 중요한 수송로였다. 노르웨이에 대해 계속 늘어나는 영국군의 게릴라식 공격은 그 명분을 합리화하는 소재였다(켈베로스는 그리스 신화에 나오는 머리가 3개 달린 괴물로 지옥의 문을 지킨다고 전해진다). 그렇지만 브레스트 항구에 배치되어 있던 상당수 해군 지상요원들 (주로 대공포 및 그 운용 요원들)까지 배에 탑승하여 함께 이동한 것은 노르웨이의 방어보다는 제2의 비스마르크 호를 만들지 않기 위해 도망가는 것이었다.
이로써 1940년 프랑스의 항복 이후 영국 본토항공전(Battle of Britain)으로 시작된 이른바 '해협의 전투' 시대는 막을 지었다. 이때 이후 독일 해군의 활동은 오로지 유보트 함대와 소수의 어뢰정 E-Boot으로만 국한되었다. 전쟁이 시작된 이래 영국이 처음으로 우세한 지위를 점하게 된 것이다.

## 그 후 독일 수상함대
그나이제나우 호는 1942년 2월 26일, 켈베로스 작전 중 입은 손상을 수리하기 위해 킬 항에 입항했다가 영국 공군의 폭격기 편대로부터 대형 폭탄 2발을 얻어맞았다. 침몰은 면했지만 수리를 위해서는 새로 건조하는 것 못지 않다는 결과가 나오자 그나이제나우 호는 폐기 처분되고, 주포는 철거되어 해안포로 사용되었다. 1945년 3월, 배의 남은 부분은 소련 해군의 발트해 진입을 저지하기 위한 수중 장애물로 발트해에 수장되었다.

## 같이 보기
- 북호작전